# Owjūr
Owjūr (persiska: اوجور, Lūjūr) är en ort i Iran.   Den ligger i provinsen Ardabil, i den nordvästra delen av landet, 400 km nordväst om huvudstaden Teheran. Owjūr ligger 2 049 meter över havet och antalet invånare är 456.
Terrängen runt Owjūr är huvudsakligen kuperad, men norrut är den bergig. Runt Owjūr är det ganska tätbefolkat, med 139 invånare per kvadratkilometer. Närmaste större samhälle är Sara'eyn, 8,4 km öster om Owjūr. Trakten runt Owjūr består i huvudsak av gräsmarker.